# 전과
전과(前科)는 범죄를 범하여 재판에 의하여 확정된 형벌의 전력이다.
대한민국에서는 생명형인 사형, 자유형인 징역 ·금고 ·구류, 재산형인 벌금 ·과료 ·몰수, 명예형인 자격상실 ·자격정지가 재판에 의하여 확정되었을 때 전과로서 기록되며 과태료는 해당되지 않는다.
전과는 주로 전과자의 유사 범죄발생시 추적을 용이하게 하는 데 있다.

## 나라별 전과

### 대한민국
대한민국 국가인권위원회법 제2조 3항은 '형이 실효된 전과에 의한 차별금지'를 명시하고 있다. 단, 성범죄 전과자의 경우 교육기관이나 아동시설등에 대한 취업은 제한하도록 하고 있다. 대한민국에서 전과의 공개는 법원이 신상공개를 명한경우 아동청소년 성 보호등에 관한 법률 55조에 의해 금지하고 있으며, 최대 징역 5년형까지 처벌될 수 있다. 신상공개를 명하지 않은 경우에는 형의 실효 등에 관한 법률 8조에 의해 명예훼손 등으로 처벌될 수 있다. 단, 정치인 또는 고위공직자이거나 검증을 필요로하는 단체의 장 등은 예외이다. 대한민국의 전과자는 대략 1000만 명이 존재한다.
1. ↑  “전과자 1000만 명 시대”. 2023년 12월 18일에 확인함.